# Muscisaxicola juninensis
La dormilona puneña o dormilona de la puna (Muscisaxicola juninensis), también denominada dormilona baya, es una especie de ave paseriforme de la familia Tyrannidae perteneciente al numeroso género Muscisaxicola. Es nativa de regiones andinas del oeste de América del Sur.

## Distribución y hábitat
Se distribuye en el centro y sur de Perú (desde Áncash hasta Puno y Tacna), suroeste de Bolivia (desde La Paz hasta Potosí), norte de Chile (hasta Tarapacá), y el noroeste de la Argentina, en las provincias de: Jujuy, Salta, Catamarca, y Tucumán.
Esta especie es considerada localmente común —más rara en el noroeste argentino—, en sus hábitats naturales: las áreas semiáridas, abiertas, de pastos cortos de la Puna, cerca de formaciones rocosas o barrancos o alrededor de estanques y humedales, principalmente a grandes altitudes, entre los 4000 y 5000 m. No es migratoria.

## Comportamiento
Generalmente busca alimento solitario o en pareja, a veces en pequeños grupos. Se alimenta de insectos.

## Sistemática

### Descripción original
La especie M. juninensis fue descrita por primera vez por el ornitólogo polaco Władysław Taczanowski en 1884 bajo el mismo nombre científico; su localidad tipo es «Junín, Perú».

### Etimología
El nombre genérico masculino «Muscisaxicola» es una combinación de los géneros Muscicapa y Saxicola, ambos del Viejo Mundo; y el nombre de la especie «juninensis», se refiere a Junín, Perú, la localidad tipo.

### Taxonomía
Es monotípica. En el pasado fue considerada conespecífica con Muscisaxicola albilora, pero los estudios genéticos refutan esta tesis. La forma descrita M. juninensis tenuirostris Carriker, 1932, es un sinónimo de la nominal.